# Новаджо
Новаджо (італ. Novaggio) — громада  в Швейцарії в кантоні Тічино, округ Лугано.

## Географія
Громада розташована на відстані близько 150 км на південний схід від Берна, 25 км на південний захід від Беллінцони.
Новаджо має площу 4,3 км², з яких на 10,6% дозволяється будівництво (житлове та будівництво доріг), 13,2% використовуються в сільськогосподарських цілях, 75,3% зайнято лісами, 0,9% не є продуктивними (річки, льодовики або гори).

## Демографія
2019 року в громаді мешкало 832 особи (+2,7% порівняно з 2010 роком), іноземців було 10,3%. Густота населення становила 192 осіб/км².
За віковим діапазоном населення розподілялося таким чином: 18,1% — особи молодші 20 років, 59,4% — особи у віці 20—64 років, 22,5% — особи у віці 65 років та старші. Було 378 помешкань (у середньому 2,2 особи в помешканні).
Із загальної кількості 342 працюючих 8 було зайнятих в первинному секторі, 25 — в обробній промисловості, 309 — в галузі послуг.